# Karl-von-Edel-Hütte
Die Karl-von-Edel-Hütte, meist kurz als Edelhütte bezeichnet, ist eine Schutzhütte der Kategorie I der Sektion Würzburg des Deutschen Alpenvereins auf 2238 m ü. A. Höhe. Sie ist Ausgangspunkt für zahlreiche Bergwanderungen in den Zillertaler Alpen (Tirol, Österreich). Die Hütte hat von Mitte Juni bis Ende Oktober zu den Betriebszeiten der Ahornbahn geöffnet.

## Geschichte

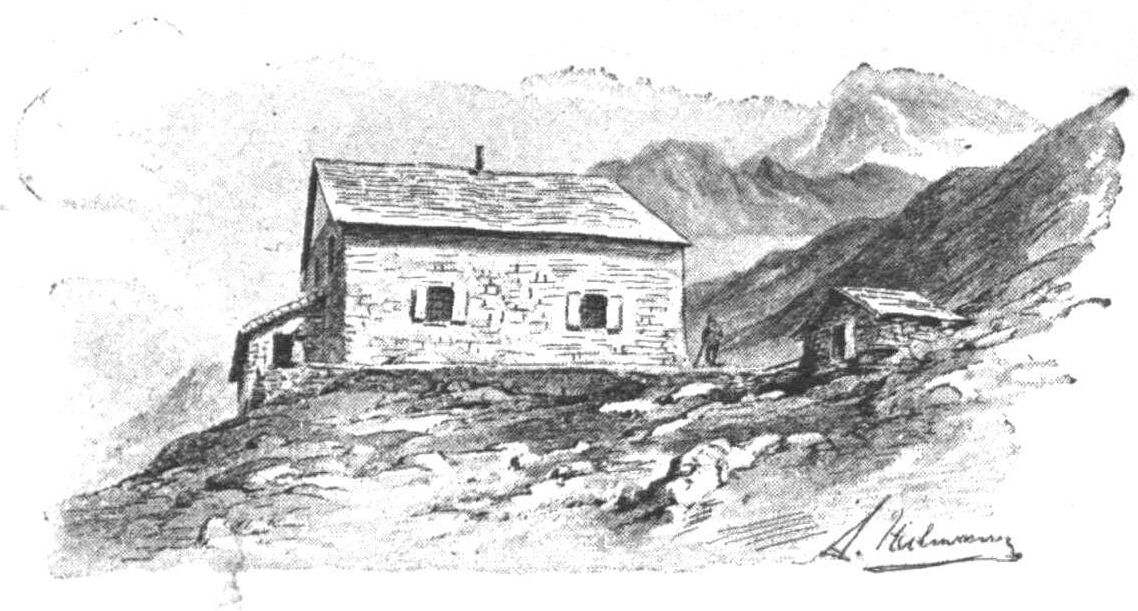
Edelhütte im Zustand der Errichtung

Ende 1887 beschloss die Sektion Würzburg des Deutschen und Österreichischen Alpenvereins, zur touristischen Erschließung der Ahornspitze westlich von ihr im Fellenbergkar eine Schutzhütte zu errichten. Sie sollte nach Carl von Edel, dem liberalen Politiker und Gründungsvorsitzenden der Sektion Würzburg, benannt werden. Am 2. Juli 1888 konnte nach Erledigung der notwendigen Formalitäten mit dem Bau begonnen werden. Die Eröffnung der Hütte erfolgte am 14. Juli 1889. Sie bot zu dem Zeitpunkt Übernachtungsmöglichkeiten für 14 Herren und 7 Damen und war von Beginn an im Sommer bewirtschaftet. Im folgenden Jahr wurde der Weg von der Edelhütte auf die Ahornspitze fertiggestellt, so dass sie ab 1890 ohne Bergführer bestiegen werden konnte. Zur weiteren Erschließung ließ die Sektion Würzburg 1893 einen Weg von der Edelhütte über die Filzenalpe in das Stilluptal anlegen.

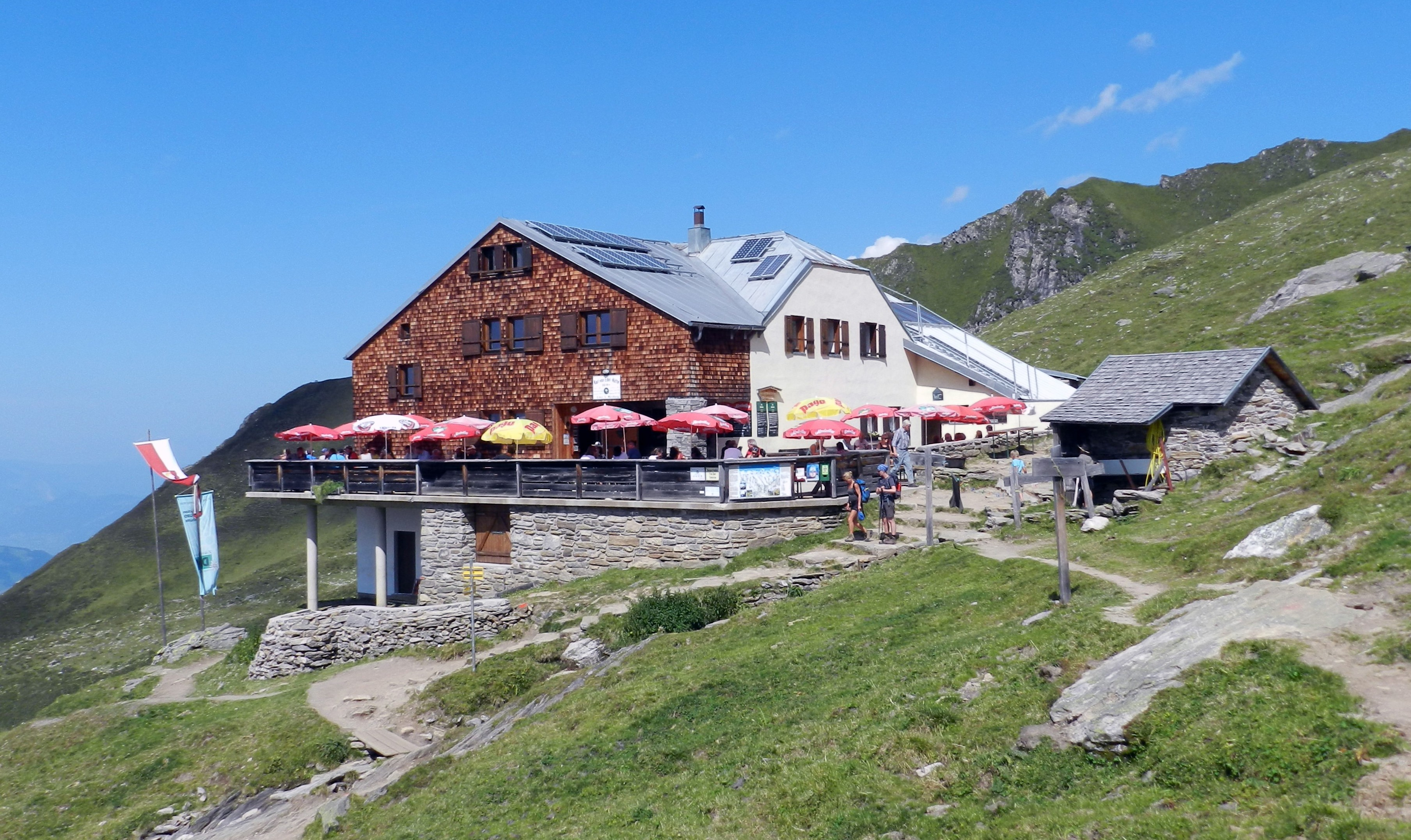
Edelhütte von Westen

Durch die Eröffnung der Zillertalbahn bis Mayrhofen im Jahr 1902 wurden Ahornspitze und Edelhütte als Bergziel noch attraktiver. Bereits 1905 wurde die Hütte deshalb deutlich erweitert und bot nun 24 Betten in zwölf Zimmern sowie ein Matratzenlager mit sieben Plätzen an. Die feierliche Eröffnung des Anbaus erfolgte am 8. August 1905.
Am 4. August 1914 wurde ein weiterer Wanderweg zur Edelhütte eröffnet; er beginnt in Häusling im Zillergrund. Der Weg sollte eine Verbindung zur Plauener Hütte herstellen.
Im sogenannten Lawinenwinter 1950/51 wurde der Anbau der Edelhütte von 1905 komplett zerstört und der Altbau so verschoben, dass eine Nutzung nicht mehr möglich war. Erst in der Sommersaison 1958 war die Edelhütte so weit hergestellt, dass wieder eine Bewirtschaftung angeboten werden konnte.
Mit der Eröffnung der Ahornbahn im Winter 1968 ergaben sich ab der Sommersaison 1969 einschneidende Veränderungen für die Edelhütte. Sie ist nun auf einem leichten Weg, bei dem nur knapp 300 Höhenmeter zu überwinden sind, für jedermann erreichbar, was zu einer Vervielfachung der Tagesgäste führte. Allerdings war nun auch die Ahornspitze ohne Nächtigung in der Edelhütte zu erreichen. Dieser Verlust an Nächtigungsgästen wurde 1978 mit der Eröffnung des Aschaffenburger Höhenweges zur Kasseler Hütte ausgeglichen. Die Gehzeit des Weges, der ein Teil des Berliner Höhenweges ist, wird mit 6 bis 9 Stunden angesetzt, so dass in der Regel vor dem Abstieg bzw. vor der Etappe eine Übernachtung in der Edelhütte erfolgt.
1975 wurde die Edelhütte erneut durch eine Lawine zerstört. Drei Jahre später erfolgte der Wiederaufbau, bei dem die Edelhütte ihr heutiges Erscheinungsbild erhielt.
2004 erhielt die Hütte das Umweltgütesiegel für Alpenvereinshütten und erfüllt seit 2005 die Qualitätskriterien für familienfreundliche Hütten.

## Aufstiege

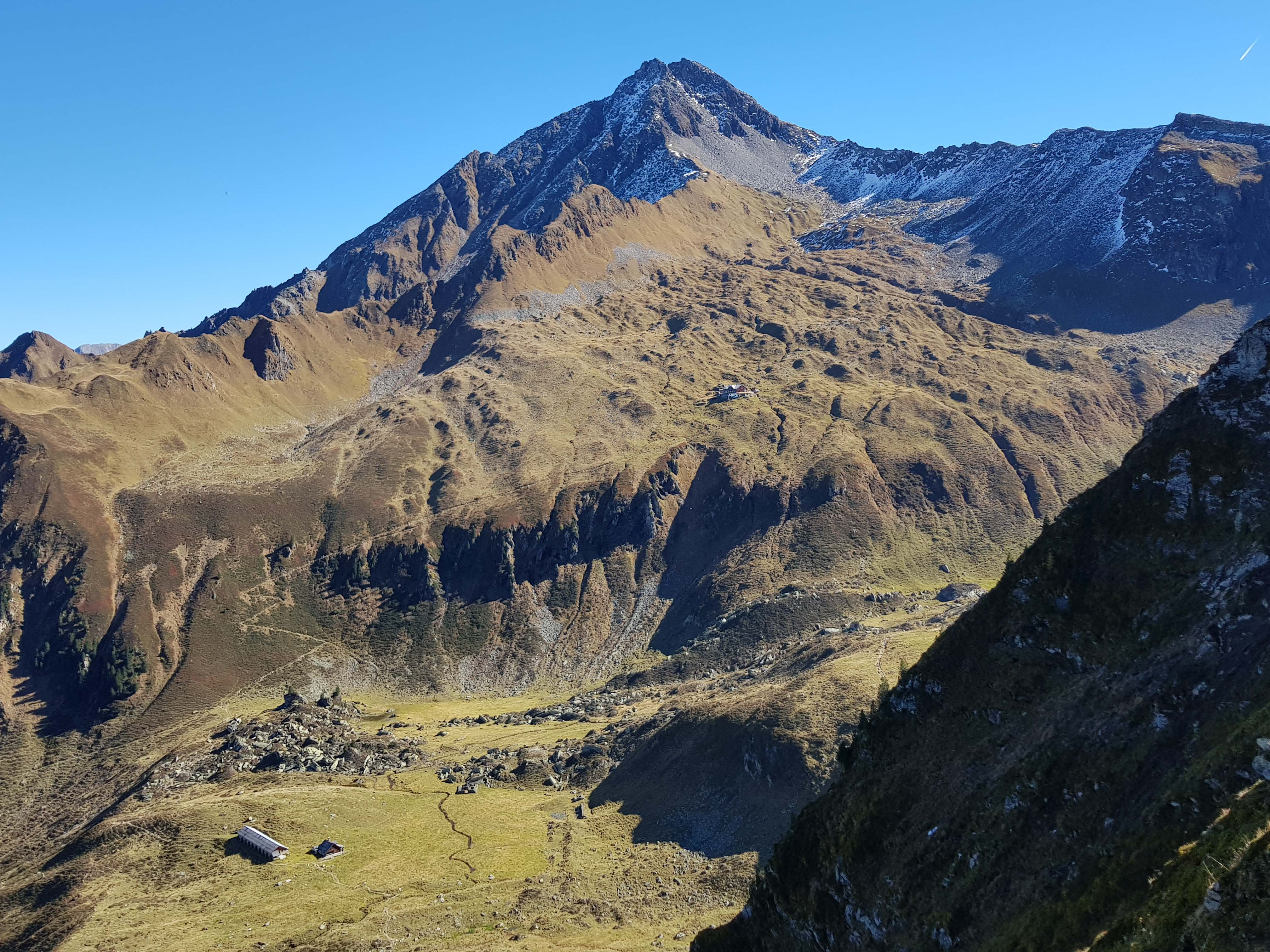
Edelhütte (Bildmitte) vom Filzenkogel aus

Der kürzeste Anstieg mit einer Stunde Gehzeit ist der von der Bergstation der Ahornbahn, der Filzenalm (1955 m). Alternativ kann von Mayrhofen über das Gasthaus Alpenrose in vier Stunden zur Hütte aufgestiegen werden.

## Tourenmöglichkeiten
- Ahornspitze (2976 m), Gehzeit: 3 Stunden
- Toreckenkopf (2470 m), Gehzeit: ½ Stunde
- Popbergspitze (2889 m), Gehzeit: 3 Stunden
- Wilhelmer Höhe (2938 m), Gehzeit: 4 Stunden
- Mugler Höhe (2955 m), Gehzeit: 4½ Stunden
- Grundschartner Höhe (3064 m), Gehzeit: 5½ Stunden
- Siebenschneidenweg als Teil des Berliner Höhenwegs zur Kasseler Hütte (2177 m), Gehzeit: 9 Stunden

## Karten
- Alpenvereinskarte 1:25.000, Blatt 35/2, Zillertaler Alpen, Mitte